# 1894년
1894년은 월요일로 시작하는 평년이다.

## 연호
- 청(淸) 광서(光緖) 20년
- 조선(朝鮮) 개국(開國) 503년
- 일본(日本) 메이지(明治) 27년
- 응우옌 왕조(阮朝) 타인타이(成泰) 6년

## 기년
- 청(淸) 덕종 광서제(德宗 光緖帝) 20년
- 조선(朝鮮) 고종(高宗) 31년
- 응우옌 왕조(阮朝) 성태제(成泰帝) 6년

## 사건
- 2월 15일 - 동학 농민 운동 발발.
- 3월 28일 - 김옥균, 상하이에서 홍종우에게 암살당함.
- 4월 6일 - 평양에서 홀 박사(Rev. William James Hall M.D)가 기독교 선교와 교육을 위한 사숙으로 광성중학교 창설.
- 6월 6일 - 고종이 청나라에 동학 농민 운동 진압을 위해 파병을 요청함에 따라, 청나라군 조선 파병.
- 6월 8일 - 일본, 청나라와의 전쟁 계획하에, 일본군 조선 파병.
- 7월 23일 - 일본군, 경복궁 점령. 일본군에 의해 김홍집 친일 내각 출시. 민씨정권 축출 및 흥선대원군 추대.
- 7월 27일 - 1차 갑오개혁. 군국기무처를 설치.
- 7월 30일 - 조선, 철도국 창설.
- 8월 1일 - 청나라와 일본, 청일 전쟁 공식 선포.
- 8월 14일 - 조선 경무청 설치
- 9월 18일 - 한국 최초의 근대 초등교육기관인 관립 교동소학교(현 서울교동초등학교) 개교.
- 10월 15일 - 프랑스 육군 장교 알프레드 드레퓌스가 스파이 혐의로 체포되다. 드레퓌스 사건의 시작.
- 12월 10일 - 동학군, 조선 관군과 일본군에 우금치 전투 패배. 동학군 진압됨.

## 문화
- 6월 22일 - 파리-루앙(Rouen)간 최초의 자동차 경주 개최.
- 6월 23일 - 피에르 드 쿠베르탱 남작의 주도로 국제 올림픽 위원회가 파리시의 소르본느에서 설립되다.

## 탄생

### 1월
- 1월 1일 - 인도의 물리학자, 수학자 사티엔드라 나트 보스. (~1974년)
- 1월 30일 - 불가리아의 국왕 보리스 3세. (1943년~)

### 2월
- 2월 1일 - 미국의 영화 감독 존 포드. (~1973년)
- 2월 3일 - 미국의 화가 노먼 록웰. (~1978년)
- 2월 4일 - 미국의 영화 감독 킹 비도어. (~1982년)
- 2월 10일 - 영국의 총리, 정치인 해럴드 맥밀런. (~1986년)

### 3월
- 3월 2일 - 러시아의 생물학자, 생화학자, 알렉산드르 오파린. (~1980년)

### 4월
- 4월 17일 - 구 소련의 정치인 니키타 흐루쇼프. (~1971년)
- 4월 26일 - 나치 독일의 정치가 루돌프 헤스. (~1987년)

### 5월
- 5월 21일 - 대한민국 독립운동가 정치인 조병옥. (~1960년)
- 5월 27일 - 프랑스의 소설가·의사 루이페르디낭 셀린. (~1961년)
- 5월 29일 - 일제강점기의 독립운동가 호취훈. (~1947년)

### 6월
- 6월 14일 - 룩셈부르크의 여대공 마리아델라이드. (~1924년)
- 6월 16일 - 대한민국의 정치인 김도연. (~1967년)
- 6월 23일
  - 영국의 국왕 에드워드 8세. (~1972년)
  - 미국의 동물학자 알프레드 킨제이. (~1956년)

### 7월
- 7월 10일 - 일제강점기의 독립운동가이자 사회운동가, 의사 김형직. (~1926년)
- 7월 11일 - 대한민국의 독립운동가, 정치인이었던 해공 신익희. (~1956년)
- 7월 25일 - 사라예보 사건의 범인 가브릴로 프린치프. (~1918년)

### 8월
- 8월 2일 - 일제강점기의 조선의 귀족 이동훈. (~1948년)
- 8월 9일 - 대한민국의 시인 오상순. (~1963년)
- 8월 10일 - 소비에트 연방의 작가 조명희. (~1938년)
- 8월 13일 - 나치의 구성원 파울 블로벨. (~1951년)
- 8월 20일 - 대한제국 순종의 두 번째 황후 순정효황후. (~1966년)
- 8월 21일 - 미국의 배우 올리브 블레이크니. (~1959년)
- 8월 28일 - 오스트리아의 지휘자 카를 뵘. (~1981년)

### 9월
- 9월 13일 - 영국의 소설가 프리스틀리. (~1984년)
- 9월 15일 - 프랑스의 배우, 영화 감독, 프로듀서 장 르누아르. (~1979년)
- 9월 27일 - 미국의 배우, 연극 배우, 영화배우 올리브 텔. (~1951년)

### 10월
- 10월 14일 - 미국의 시인 E. E. 커밍스. (~1962년)
- 10월 19일 - 대한민국의 독립운동가 최현배. (~1970년)
- 10월 20일 - 미국의 무성 영화 배우, 모델 올리브 토머스. (~1920년)

### 11월
- 11월 1일 - 대한민국의 국무총리 최두선. (~1974년)
- 11월 16일 - 오스트리아의 정치인, 언론인, 철학자 리하르트 니콜라우스 폰 코우덴호페칼레르기. (~1972년)
- 11월 27일 - 일본의 사업가 마쓰시타 고노스케. (~1989년)

### 12월
- 12월 8일 - 미국의 만화가 엘지 크리슬러 세가. (~1938년)
- 12월 10일 - 대한민국의 정치인 겸 언론인 장덕수. (~1947년)

### 미상
- 일제강점기의 자산가 김두하. (~?)
- 대한민국의 독립운동가 김영란. (~1922년)

## 사망
- 1월 1일 - 독일의 물리학자 하인리히 루돌프 헤르츠. (1857년~)
- 3월 28일 - 조선의 독립운동가, 정치인 김옥균. (1851년~)
- 11월 1일 - 러시아 제국의 로마노프 왕조의 13번째 군주 알렉산드르 3세. (1845년~)

## 달력
| 1월 |    |    |    |    |    |    |
| 일  | 월 | 화 | 수 | 목 | 금 | 토 |
|     | 1  | 2  | 3  | 4  | 5  | 6  |
| 7   | 8  | 9  | 10 | 11 | 12 | 13 |
| 14  | 15 | 16 | 17 | 18 | 19 | 20 |
| 21  | 22 | 23 | 24 | 25 | 26 | 27 |
| 28  | 29 | 30 | 31 |    |    |    |

| 2월 |    |    |    |    |    |    |
| 일  | 월 | 화 | 수 | 목 | 금 | 토 |
|     |    |    |    | 1  | 2  | 3  |
| 4   | 5  | 6  | 7  | 8  | 9  | 10 |
| 11  | 12 | 13 | 14 | 15 | 16 | 17 |
| 18  | 19 | 20 | 21 | 22 | 23 | 24 |
| 25  | 26 | 27 | 28 |    |    |    |

| 3월 |    |    |    |    |    |    |
| 일  | 월 | 화 | 수 | 목 | 금 | 토 |
|     |    |    |    | 1  | 2  | 3  |
| 4   | 5  | 6  | 7  | 8  | 9  | 10 |
| 11  | 12 | 13 | 14 | 15 | 16 | 17 |
| 18  | 19 | 20 | 21 | 22 | 23 | 24 |
| 25  | 26 | 27 | 28 | 29 | 30 | 31 |

| 4월 |    |    |    |    |    |    |
| 일  | 월 | 화 | 수 | 목 | 금 | 토 |
| 1   | 2  | 3  | 4  | 5  | 6  | 7  |
| 8   | 9  | 10 | 11 | 12 | 13 | 14 |
| 15  | 16 | 17 | 18 | 19 | 20 | 21 |
| 22  | 23 | 24 | 25 | 26 | 27 | 28 |
| 29  | 30 |    |    |    |    |    |

| 5월 |    |    |    |    |    |    |
| 일  | 월 | 화 | 수 | 목 | 금 | 토 |
|     |    | 1  | 2  | 3  | 4  | 5  |
| 6   | 7  | 8  | 9  | 10 | 11 | 12 |
| 13  | 14 | 15 | 16 | 17 | 18 | 19 |
| 20  | 21 | 22 | 23 | 24 | 25 | 26 |
| 27  | 28 | 29 | 30 | 31 |    |    |

| 6월 |    |    |    |    |    |    |
| 일  | 월 | 화 | 수 | 목 | 금 | 토 |
|     |    |    |    |    | 1  | 2  |
| 3   | 4  | 5  | 6  | 7  | 8  | 9  |
| 10  | 11 | 12 | 13 | 14 | 15 | 16 |
| 17  | 18 | 19 | 20 | 21 | 22 | 23 |
| 24  | 25 | 26 | 27 | 28 | 29 | 30 |

| 7월 |    |    |    |    |    |    |
| 일  | 월 | 화 | 수 | 목 | 금 | 토 |
| 1   | 2  | 3  | 4  | 5  | 6  | 7  |
| 8   | 9  | 10 | 11 | 12 | 13 | 14 |
| 15  | 16 | 17 | 18 | 19 | 20 | 21 |
| 22  | 23 | 24 | 25 | 26 | 27 | 28 |
| 29  | 30 | 31 |    |    |    |    |

| 8월 |    |    |    |    |    |    |
| 일  | 월 | 화 | 수 | 목 | 금 | 토 |
|     |    |    | 1  | 2  | 3  | 4  |
| 5   | 6  | 7  | 8  | 9  | 10 | 11 |
| 12  | 13 | 14 | 15 | 16 | 17 | 18 |
| 19  | 20 | 21 | 22 | 23 | 24 | 25 |
| 26  | 27 | 28 | 29 | 30 | 31 |    |

| 9월 |    |    |    |    |    |    |
| 일  | 월 | 화 | 수 | 목 | 금 | 토 |
|     |    |    |    |    |    | 1  |
| 2   | 3  | 4  | 5  | 6  | 7  | 8  |
| 9   | 10 | 11 | 12 | 13 | 14 | 15 |
| 16  | 17 | 18 | 19 | 20 | 21 | 22 |
| 23  | 24 | 25 | 26 | 27 | 28 | 29 |
| 30  |    |    |    |    |    |    |

| 10월 |    |    |    |    |    |    |
| 일   | 월 | 화 | 수 | 목 | 금 | 토 |
|      | 1  | 2  | 3  | 4  | 5  | 6  |
| 7    | 8  | 9  | 10 | 11 | 12 | 13 |
| 14   | 15 | 16 | 17 | 18 | 19 | 20 |
| 21   | 22 | 23 | 24 | 25 | 26 | 27 |
| 28   | 29 | 30 | 31 |    |    |    |

| 11월 |    |    |    |    |    |    |
| 일   | 월 | 화 | 수 | 목 | 금 | 토 |
|      |    |    |    | 1  | 2  | 3  |
| 4    | 5  | 6  | 7  | 8  | 9  | 10 |
| 11   | 12 | 13 | 14 | 15 | 16 | 17 |
| 18   | 19 | 20 | 21 | 22 | 23 | 24 |
| 25   | 26 | 27 | 28 | 29 | 30 |    |

| 12월 |    |    |    |    |    |    |
| 일   | 월 | 화 | 수 | 목 | 금 | 토 |
|      |    |    |    |    |    | 1  |
| 2    | 3  | 4  | 5  | 6  | 7  | 8  |
| 9    | 10 | 11 | 12 | 13 | 14 | 15 |
| 16   | 17 | 18 | 19 | 20 | 21 | 22 |
| 23   | 24 | 25 | 26 | 27 | 28 | 29 |
| 30   | 31 |    |    |    |    |    |

### 음양력 대조 일람
| 음력월 | 월건 | 대소 | 음력 1일의 양력 월일 | 음력 1일 간지 |
| ------ | ---- | ---- | -------------------- | ------------- |
| 1월    | 병인 | 소   | 2월 6일              | 기묘          |
| 2월    | 정묘 | 대   | 3월 7일              | 무신          |
| 3월    | 무진 | 소   | 4월 6일              | 무인          |
| 4월    | 기사 | 대   | 5월 5일              | 정미          |
| 5월    | 경오 | 소   | 6월 4일              | 정축          |
| 6월    | 신미 | 소   | 7월 3일              | 병오          |
| 7월    | 임신 | 대   | 8월 1일              | 을해          |
| 8월    | 계유 | 소   | 8월 31일             | 을사          |
| 9월    | 갑술 | 대   | 9월 29일             | 갑술          |
| 10월   | 을해 | 소   | 10월 29일            | 갑진          |
| 11월   | 병자 | 대   | 11월 27일            | 계유          |
| 12월   | 정축 | 대   | 12월 27일            | 계묘          |